# Pëtr Sedov
Pëtr Nikolaevič Sedov, accreditato come Petr Sedov dalla FIS (in russo Пётр Николаевич Седов?; Sarov, 24 agosto 1990), è un fondista russo.

## Biografia
Ha debuttato ad alto livello ai Mondiali juniores del 2008 in Val Venosta, vincendo le prime due medaglie iridate giovanili della sua carriera. Ha esordito in Coppa del Mondo  l'8 marzo 2009 nella 15 km a tecnica libera di Lahti (10°, davanti a fondisti titolati quali Dario Cologna, Tobias Angerer e Anders Södergren) e ai Giochi olimpici invernali a Vancouver 2010 (26° nella 15 km, 24° nella 50 km, 8° nella staffetta).
Ha ottenuto il primo podio in Coppa del Mondo il 21 novembre 2010 nella staffetta di Gällivare (2°) e la prima vittoria il 6 febbraio 2011 nella staffetta di Rybinsk. Ha debuttato ai Campionati mondiali a Oslo 2011 (21° nell'inseguimento); nel 2017, nella rassegna iridata di Lahti, è stato 31º nella 50 km.

## Palmarès

### Mondiali juniores
- 8 medaglie:
  - 5 ori (staffetta a Malles Venosta 2008; 10 km, inseguimento, staffetta a Praz de Lys - Sommand 2009; inseguimento a Hinterzarten 2010)
  - 2 argenti (20 km a Malles Venosta 2008; staffetta a Hinterzarten 2010)
  - 1 bronzo (10 km a Hinterzarten 2010)

### Coppa del Mondo
- Miglior piazzamento in classifica generale: 20º nel 2011
- 4 podi (1 individuale, 3 a squadre):
  - 2 vittorie (1 individuale, 1 a squadre)
  - 2 secondi posti (a squadre)

#### Coppa del Mondo - vittorie
| Data            | Luogo                | Paese         | Disciplina                                                        |
| --------------- | -------------------- | ------------- | ----------------------------------------------------------------- |
| 6 febbraio 2011 | Rybinsk              | Russia        | 4x10 km (con Evgenij Belov, Maksim Vylegžanin e Aleksandr Legkov) |
| 4 febbraio 2017 | Pyeongchang Alpensia | Corea del Sud | 30 km ST                                                          |

Legenda:

ST = skiathlon

#### Coppa del Mondo - competizioni intermedie
- 1 podio di tappa:
  - 1 vittoria

##### Coppa del Mondo - vittorie di tappa
| Data          | Località | Nazione | Competizione | Disciplina  |
| ------------- | -------- | ------- | ------------ | ----------- |
| 18 marzo 2012 | Falun    | Svezia  | Finali       | 15 km TL PU |

Legenda:

PU = inseguimento

TC = tecnica classica

TL = tecnica libera